# Salmo 45

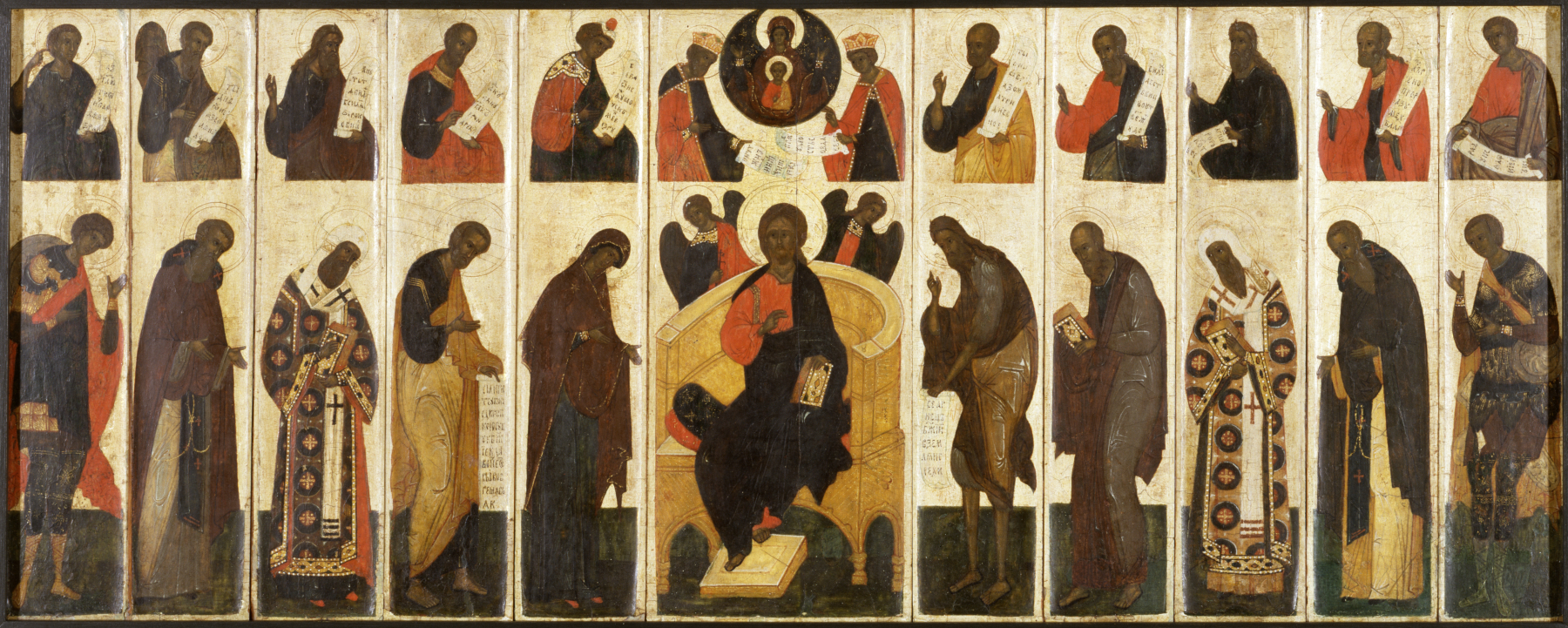
Icona russa con parole del salmo 45.

Il salmo 45 (44 secondo la numerazione greca) costituisce il quarantacinquesimo capitolo del Libro dei salmi.
È tradizionalmente attribuito ai figli di Core. È utilizzato dalla Chiesa cattolica nella liturgia delle ore.